# Unterhörnbach
Oberhörnbach ist ein Dorf mit 53 Einwohnern (Stand 2024) in der Marktgemeinde Klam im Bezirk Perg in Oberösterreich.

## Geographie
Die Ortschaft befindet sich etwa einen 1,5 Kilometer nordöstlich des Ortszentrums von Klam nächst der Grenze zur Nachbargemeinde Saxen (Ortschaft Letten) und wird im Nordwesten durch die von Klam nach Grein führende Landesstraße L 1431 von der Ortschaft Oberhörnbach getrennt. Im Westen von Oberhörnbach befindet sich der Markt Klam, im Süden Osten und Norden die Ortschaft Letten der Gemeinde Saxen. Die Bevölkerung der Ortschaft wurde der Pfarre und dem Schulsprengel Klam zugeordnet.
Aus geologischer und geomorphologischer Sicht sowie unter Aspekten der Raumnutzung befindet sich Unterhörnach zur Gänze in der Raumeinheit oberösterreichischen Raumeinheiten Südliche Mühlviertler Randlagen.

## Geschichte
Zur Zeit der Einführung des Josephinischen Lagebuches wurden in Hörnbach 9 kleine und 6 große Häuser gezählt, wobei zur damaligen Zeit noch keine Trennung in Unter- und Oberhörnbach bestand. Kleindenkmäler in der Ortschaft sind die Scheern-Kapelle und die Kapelle beim Auer in Sommerhaus sowie das Gstöttenbauer Kreuz.